# Marian de Turin
Marian de Turin (au civil Paolo Roasenda) né à Turin le 22 mai 1906 et décédé à Rome le 27 mars 1972, était prêtre catholique, homme de lettres et religieux italien, ayant fait sa profession religieuse chez les Frères mineurs capucins. Il est connu pour avoir présenté et animé de nombreux programmes religieux à la télévision et à la radio italienne, des années 1950 aux années 1970. Il est reconnu vénérable par l'Église catholique.

## Biographie
Paolo Roasenda naît à Turin le 22 mai 1906, dans une famille de classe moyenne et religieuse. À l'âge de onze ans, il intègre l'Action catholique. Après avoir fréquenté le Lycée classique Cavour, il s'inscrit à la Faculté de Lettres, où il sera notamment l'élève de Gaetano De Sanctis. Il obtient sa licence en 1927 et dès l'année suivante devient le plus jeune professeur de Lettres grecques et latines d'Italie.
Enseignant dans différents établissements de la province de Turin, il publie diverses études critiques littéraires et historiques de la chrétienté antique. En 1940, il abandonne l'enseignement et intègre les Frères mineurs capucins au couvent de Fiuggi, où il prend le nom de Mariano. Il fait sa profession religieuse le 12 janvier 1942 et reçoit l'ordination sacerdotale le 29 juillet 1945.
Il poursuit ses études à Rome à l'Université pontificale Saint-Thomas-d'Aquin, où il obtient un doctorat en théologie le 30 juillet 1949, après sa thèse intitulée : Essence et valeur de l'humilité dans la vie intérieure. Dès lors, il entame son œuvre évangélisatrice et éducative. Il commence sa carrière médiatique à Radio Vatican avec le programme Un quart d'heure de sérénité puis à la Radio italienne avec le programme Sorella radio. 
En 1955, il apparaît au grand public comme télévangéliste avec Sguadri sul mondo, rubrique religieuse qui connut du succès au point de devenir un programme de télévision à part entière en 1959, renommé Le poste de Padre Mariano. Dans le même temps, il conduit deux autres programmes : In famiglia et Chi è Gesù. Il deviendra une figure du paysage télévisuel italien dans les années 1960, et ce jusqu'à sa mort, et reconnu comme un artisan de la nouvelle évangélisation prônée par le Concile Vatican II.
Mariano da Torino meurt le 27 mars 1972, lundi saint, et enterré dans l'église Santa Maria della Concezione dei Cappuccini à Rome.

## Vénération
- Le 15 juillet 1988 la cause en béatification et canonisation de Mariano da Torino s'ouvre dans l'archidiocèse de Rome, avec l'accord de la Congrégation pour les causes des saints. L'enquête diocésaine s'est clôturée le 22 janvier 1993 et transférée près du Saint-Siège pour la phase romaine.
- Le 15 mars 2008, le pape Benoît XVI reconnaît l'héroïcité de ses vertus et le déclare vénérable. Mariano da Torino pourra être déclaré bienheureux une fois qu'un miracle dû à son intercession sera reconnu comme authentique par le Saint-Siège.

## Sources
- http://www.padremarianodatorino.com/